# 中村功平
中村 功平（なかむら こうへい、1996年9月16日 - ）は、山口県出身のバスケットボール選手である。ポジションはポイントガード、シューティングガード。

## 来歴
豊浦高校3年時には日・韓・中ジュニア交流競技会に出場したU-18日本代表に招集され、中央大学では関東学生選抜に選出されるとともに、第40回ウィリアム・ジョーンズカップに出場した日本代表メンバーにも選出される。
2018年11月27日、中央大学在学のまま特別指定選手としてBリーグ・滋賀レイクスターズとプロ契約を締結。卒業後もそのまま滋賀に在籍し2シーズンを過ごした。
しかし、2019-20シーズンが途中で打ち切られるなど滋賀のチームの経営面に影響を及ぼしたこともあり、2020年4月25日をもって高橋耕陽と共に契約を満了することとした上で、契約更新の交渉を続けることを発表。
2020年5月28日、茨城ロボッツと契約を締結したことが発表された。